# Wilhelm Osterhold (Politiker)
Wilhelm „Willi“ Osterhold (* 10. August 1891 in Velbert; † 25. Juli 1971 in Hamburg) war ein deutscher Politiker der SPD; er war von 1946 bis 1949 und kurzfristig 1953 Mitglied der Hamburgischen Bürgerschaft. 

## Leben und Beruf
Osterhold, der aus einer Arbeiterfamilie stammte, besuchte die Volksschule und machte die Lehre zum Buchdrucker. 1910 trat er dem Verband der Deutschen Buchdrucker bei. Nachdem er sieben Jahre in Bad Oldesloe lebte, zog er 1921 nach Bergedorf. Dort übte er zunächst den erlernten Beruf in der Druckerei des Bergedorf-Sander Volksblattes aus, 1924 wurde er zum Redakteur dieser Zeitung berufen.
1928 wechselte er als Geschäftsführer für den Bereich Nordwestdeutschland zum Deutschen Freidenker-Verband. Diese Tätigkeit übte er bis zum Verbot des Vereins durch die Nationalsozialisten 1933 aus, diese verhafteten ihn zweimal für insgesamt sieben Wochen, seine Haft verbrachte er im KZ Fuhlsbüttel. Nach der Entlassung trat Osterhold in den Widerstand und verteilte Druckschriften gegen das Regime der NS. Nach einer weiteren Flugblattaktion wurde seine gesamte Familie verhaftet. Während sein Sohn nach einem Tag, seine Tochter nach 19 Tagen und seine Ehefrau nach sieben Wochen entlassen wurden, wurde er, zusammen mit anderen Widerständlern von der Staatsanwaltschaft wegen Vorbereitung zum Hochverrat angeklagt. Das Hanseatische Oberlandesgericht verurteilte ihn zu zwei Jahren und sechs Monaten „Schutzhaft“, die er wieder in Fuhlsbüttel verbrachte. Im Anschluss musste er sich regelmäßig der Gestapo stellen.
1941 ging er nach Norwegen, wo er bis 1945 in einer Baufirma tätig war. Nach Kriegsende saß er eine kurze Zeit in Kriegsgefangenschaft und kehrte anschließend nach Bergedorf zurück. Er wurde Geschäftsführer des Hansa-Theaters, später übernahm er auch in anderen Lichtspielhäusern diese Funktion.
Im Stadtteil Allermöhe erinnert seit 1995 der Wilhelm-Osterhold-Stieg an ihn.

## Politik
1913 trat Osterhold in die SPD ein, wo er zeitweise das Amt des Ortsvereinsvorsitzenden bekleidete. Auch dem Reichsbanner gehörte er an. Nachdem er seine Parteimitgliedschaft 1933 verloren hatte, trat er 1945 erneut in die SPD ein und war dort stellvertretender Kreisvorsitzender. 1946 wurde er in die erste Hamburgische Bürgerschaft der Nachkriegszeit gewählt und gehörte dieser bis zum Ende der Wahlperiode 1949 an. Am 4. Juli 1953 rückte er für den verstorbenen Otto Borgner nach und gehörte der Bürgerschaft erneut für wenige Monate an.